# Kvarnträsket (Norrfjärdens socken, Norrbotten)
Kvarnträsket är en sjö i Piteå kommun i Norrbotten och ingår i Alån-Rosåns kustområde.